# Arklow-W-Klasse (2003)
Die Arklow-W-Klasse ist eine aus drei Einheiten bestehende, ehemalige Schiffsklasse der irischen Reederei Arklow Shipping.

## Geschichte
Die Schiffe der Klasse wurden 2003 und 2004 auf der japanischen Werft Kyokuyo Shipyard Corporation in Shimonoseki in der Präfektur Yamaguchi für die irische Reederei Arklow Shipping gebaut. Sie waren die ersten Schiffe der Reederei, die nicht auf europäischen Werften gebaut wurden.
Die Schiffe wurden 2016 und 2017 verkauft und umbenannt. Die Arklow Wave wurde 2017 zu einem Zementfrachter umgebaut.

## Beschreibung
Die Schiffe werden von einem Viertakt-Sechszylinder-Dieselmotor des Herstellers Wärtsilä (Typ: 6L38B) mit 4.320 kW Leistung angetrieben. Der Motor wirkt über ein Untersetzungsgetriebe auf einen Verstellpropeller. Die Schiffe erreichen eine Geschwindigkeit von rund 13 kn. Sie sind mit einem Bugstrahlruder mit 526 kW Leistung ausgestattet.
Für die Stromerzeugung steht ein Wellengenerator mit 1.000 kW Leistung zur Verfügung. Weiterhin wurden zwei Dieselgeneratoren verbaut, bei denen jeweils ein Yanmar-Dieselmotor mit 550 kW Leistung einen Taiyo-Electric-Generator mit 480 kW Leistung antreibt, sowie ein Notgenerator, bei dem ein Deutz-Dieselmotor mit 114 kW Leistung einen Taiyo-Electric-Generator mit 100 kW Leistung antreibt.
Die Schiffe verfügen über vier mit Faltlukendeckeln verschlossene Laderäume. Die Laderäume sind boxenförmig, lediglich Laderaum 1 verjüngt sich im vorderen Bereich etwas.
Luke 1 ist 14 × 12,6 Meter, Luke 2 und 3 jeweils 21 × 17,6 Meter und Luke 4 12,6 × 17,6 Meter groß. Die Räume sind 9,91 Meter hoch und haben nach vorne und hinten Unterstau. Die Kapazität der Laderäume beträgt 17.311 m³ für Schüttgüter (Raum 1: 3.234 m³, Raum 2: 5.321 m³, Raum 3: 5.439 m³, Raum 4: 3.317 m³) und 16.841 m³ für Stückguter (Raum 1: 3.131 m³, Raum 2: 5.177 m³, Raum 3: 5.293 m³, Raum 4: 3.240 m³). Die Lukendeckel können mit 1,8 t/m², die Tankdecke mit 20 t/m² belastet werden.
Die Decksaufbauten befinden sich im hinteren Bereich der Schiffe. Hinter den Decksaufbauten befindet sich ein Freifallrettungsboot.

## Schiffe
| Arklow-W-Klasse | Arklow-W-Klasse | Arklow-W-Klasse | Arklow-W-Klasse  | Arklow-W-Klasse                                       |
| Bauname         | Baunr.          | IMO-Nummer      | Ablieferung      | Umbenennungen und Verbleib                            |
| --------------- | --------------- | --------------- | ---------------- | ----------------------------------------------------- |
| Arklow Wave     | 447             | 9287302         | 5. November 2003 | 2016: NACC Toronto 2018: NACC Argonaut                |
| Arklow Wind     | 448             | 9287314         | 15. Januar 2004  | 2017: Longwave, 2021: Manisa Vera, 2023: Helene Julie |
| Arklow Willow   | 460             | 9314600         | November 2004    | 2016: Florence Spirit                                 |

Die Schiffe wurden bei Arklow Shipping unter der Flagge Irlands mit Heimathafen Arklow betrieben. Sie unterscheiden sich bei identischen Abmessungen und Ausstattungen geringfügig in ihrer Vermessung und der Tragfähigkeit.

### Verbleib der Schiffe
Die Arklow Wave wurde 2016 an das Schweizer Unternehmen Nova Marine Carriers in Lugano verkauft und zunächst als NACC Toronto unter der Flagge Maltas betrieben. 2018 wurde das Schiff in der Türkei zu einem Zementfrachter umgebaut und von Nova Marine Carriers in das mit dem kanadischen Unternehmen Algoma Central Corporation betriebenen Gemeinschaftsunternehmen NovaAlgoma für den Zementtransport auf Ontario- und Eriesee eingebracht.
Die Arklow Wind wurde als letztes der drei Schiffe 2017 an die niederländische Reederei Longship verkauft. Das in Longwave umbenannte Schiff kam unter die Flagge der Niederlande. Im Mai 2021 wurde das Schiff in Manisa Vera und im August 2023 in Helene Julie umbenannt.
Die Arklow Willow wurde 2016 an das kanadische Unternehmen McKeil Marine verkauft. Das nun unter kanadischer Flagge betriebene Schiff wurde nach der Frau von Evans McKeil, dem Gründer von McKeil Marine, in Florence Spirit umbenannt.